# Hestiarcha pyrrhopa
Hestiarcha pyrrhopa är en fjärilsart som beskrevs av Edward Meyrick 1886. Hestiarcha pyrrhopa ingår i släktet Hestiarcha och familjen björnspinnare. Inga underarter finns listade i Catalogue of Life.